# Келиф
Келиф — село в Кёйтендагском этрапе Лебапского велаята Туркменистана. Расположен около берега реки Амударьи у границы с Афганистаном. В селе находится железнодорожная станция Килиф (на линии Керкичи — Термез). Базируется туркменская речная флотилия ВМФ.

## История
Благодаря своему положению около удобной переправы через Амударью в Средние века и Новое время Келиф был важным пунктом на торговых путях, связывающих Среднюю Азию с Афганистаном, Персией и Индией. В конце XIX века Келиф входил в состав Бухарского эмирата и управлялся беком. В городе было около 150—200 домов. В 1916 году через Келиф прошла железная дорога Бухара — Термез.
По данным 1926 года Келиф имел статус города и был центром Келифского района Керкинского округа Туркменской ССР. Однако вскоре он утратил городской статус и перестал быть райцентром.
В 1975 году через Келиф прошёл газопровод из Афганистана в Душанбе. Для него через Амударью был построен уникальный подвесной газопровод и на нём - пешеходный переход.